# کالانیتی ماران
کالانیتی ماران (انگلیسی: Kalanithi Maran؛ زادهٔ ۲۴ ژوئیه ۱۹۶۵) کارآفرین و سرمایه‌دار اهل هند است.
از فیلم‌ها یا مجموعه‌های تلویزیونی که وی در آن‌ها نقش داشته است می‌توان به روبات اشاره نمود.